# TJ Sokol Mostkovice
Tělovýchovná jednota Sokol Mostkovice je český fotbalový klub z obce Mostkovice, který byl založen v roce 1943. Od sezóny 2018/19 hraje I. B třídu Olomouckého kraje (7. nejvyšší soutěž).
Od roku 2013 působí pod hlavičkou místního Sokola také tým žen. Ženy hrají již svou šestou soutěžní sezónu a svou čtvrtou sezónu v Moravskoslezské divizi žen (2018/19).
Od roku 2020 byl v Mostkovicích obnoven dorostenecký tým, který spolupracuje s dalším klubem kousek od Prostějova  FC Kostelec na Hané. Dorostenci hrají nejvyšší dorosteneckou soutěž Olomouckého kraje, která nese název Relax centrum gól krajský přebor dorostu. V první polovině sezóny 2021/22 drží dorostenci v tabulce 5. místo.
Své domácí zápasy odehrávají oba týmy na stadionu Mostkovice.

## Soupiska
| #  | Pozice | Hráč             |
| -- | ------ | ---------------- |
| 2  | O      | Marek Drábek     |
| 3  | O      | Michal Burget    |
| 4  | O      | Ondřej Milar     |
| 5  | O      | Miroslav Němeček |
| 6  | Z      | Daniel Kratina   |
| 7  | Z      | Pavel Foret      |
| 8  | Z      | Jan Karafiát     |
| 9  | Ú      | Marek Skoumal    |
| 10 | Z      | Jiří Jančík      |
| 11 | O      | Matěj Grulich    |

| #  | Pozice | Hráč            |
| -- | ------ | --------------- |
| 12 | Z      | Jiří Hanák      |
| 14 | Z      | Jan Bureš       |
| 15 | O      | Michal Ošlejšek |
| 17 | Z      | Tomáš Kazda     |
| 18 | Ú      | Dominik Kaštyl  |
| 19 | Ú      | Lukáš Nesvadba  |
| 20 | B      | Patrik Zapletal |
| 21 | Z      | Petr Kupka      |
| 33 | B      | Sebastien Jurný |

## Umístění v jednotlivých sezonách
Zdroj: 
Stručný přehled
- 1986–1989: I. B třída Jihomoravského kraje – sk. D
- 1989–1991: bez soutěže
- 1991–1994: I. B třída Hanácké župy – sk. B
- 1994–2001: bez soutěže
- 2001–2002: I. B třída Hanácké župy – sk. A
- 2002–2004: I. B třída Olomouckého kraje – sk. A
- 2004–2010: I. A třída Olomouckého kraje – sk. B
- 2010–2014: I. B třída Olomouckého kraje – sk. A
- 2014–2018: I. A třída Olomouckého kraje – sk. B
- 2018–2021: I. B třída Olomouckého kraje – sk. A
- 2021–2023: I. B třída Olomouckého kraje – sk. B
- 2023–2024: I. B třída Olomouckého kraje – sk. A
- 2023–2024: I. B třída Olomouckého kraje – sk. A
- 2024–2025: I. B třída Olomouckého kraje – sk. B
- 2025–: I. A třída Olomouckého kraje – sk. B

Jednotlivé ročníky
Legenda: Z - zápasy, V - výhry, R - remízy, P - porážky, VG - vstřelené góly, OG - obdržené góly, +/- - rozdíl skóre, B - body, červené podbarvení - sestup, zelené podbarvení - postup, fialové podbarvení - reorganizace, změna skupiny či soutěže
| Československo (1986 – 1993) |                                         |        |    |    |       |    |     |    |     |    |        |
| Sezóny                       | Liga                                    | Úroveň | Z  | V  | R     | P  | VG  | OG | +/− | B  | Pozice |
| 1986/87                      | I. B třída Jihomoravského kraje – sk. D | 7      | 26 | 11 | 5     | 10 | 49  | 48 | +1  | 27 | 7.     |
| 1987/88                      | I. B třída Jihomoravského kraje – sk. D | 7      | 26 | 13 | 5     | 8  | 57  | 46 | +11 | 31 | 4.     |
| 1988/89                      | I. B třída Jihomoravského kraje – sk. D | 7      | 26 | 5  | 5     | 16 | 29  | 65 | −36 | 15 | 13.    |
| ...                          |                                         |        |    |    |       |    |     |    |     |    |        |
| 1991/92                      | I. B třída Hanácké župy – sk. B         | 7      | 26 | 13 | 4     | 9  | 50  | 41 | +9  | 30 | 3.     |
| 1992/93                      | I. B třída Hanácké župy – sk. B         | 7      | 26 | 7  | 7     | 12 | 37  | 49 | −12 | 21 | 12.    |
| Česko (1993 – )              |                                         |        |    |    |       |    |     |    |     |    |        |
| Sezóny                       | Liga                                    | Úroveň | Z  | V  | R     | P  | VG  | OG | +/− | B  | Pozice |
| 1993/94                      | I. B třída Hanácké župy – sk. B         | 7      | 26 | 7  | 2     | 17 | 46  | 65 | −19 | 16 | 14.    |
| ...                          |                                         |        |    |    |       |    |     |    |     |    |        |
| 2001/02                      | I. B třída Hanácké župy – sk. A         | 7      | 26 | 12 | 2     | 12 | 61  | 48 | +13 | 38 | 8.     |
| 2002/03                      | I. B třída Olomouckého kraje – sk. A    | 7      | 26 | 11 | 1     | 14 | 66  | 59 | +7  | 34 | 8.     |
| 2003/04                      | I. B třída Olomouckého kraje – sk. A    | 7      | 26 | 20 | 3     | 3  | 71  | 26 | +45 | 63 | 1.     |
| 2004/05                      | I. A třída Olomouckého kraje – sk. B    | 6      | 26 | 10 | 5     | 11 | 40  | 44 | −4  | 35 | 5.     |
| 2005/06                      | I. A třída Olomouckého kraje – sk. B    | 6      | 26 | 7  | 7     | 12 | 41  | 54 | −13 | 28 | 11.    |
| 2006/07                      | I. A třída Olomouckého kraje – sk. B    | 6      | 26 | 8  | 4     | 14 | 44  | 50 | −6  | 28 | 12.    |
| 2007/08                      | I. A třída Olomouckého kraje – sk. B    | 6      | 26 | 7  | 9     | 10 | 37  | 49 | −12 | 30 | 13.    |
| 2008/09                      | I. A třída Olomouckého kraje – sk. B    | 6      | 26 | 6  | 9     | 11 | 28  | 49 | −21 | 27 | 13.    |
| 2009/10                      | I. A třída Olomouckého kraje – sk. B    | 6      | 26 | 4  | 7     | 15 | 24  | 56 | −32 | 19 | 14.    |
| 2010/11                      | I. B třída Olomouckého kraje – sk. A    | 7      | 26 | 7  | 5     | 14 | 26  | 60 | −34 | 26 | 10.    |
| 2011/12                      | I. B třída Olomouckého kraje – sk. A    | 7      | 26 | 12 | 6     | 8  | 57  | 45 | +12 | 42 | 6.     |
| 2012/13                      | I. B třída Olomouckého kraje – sk. A    | 7      | 26 | 10 | 5     | 11 | 40  | 51 | −11 | 35 | 7.     |
| 2013/14                      | I. B třída Olomouckého kraje – sk. A    | 7      | 26 | 13 | 4     | 9  | 55  | 41 | +14 | 43 | 2.     |
| 2014/15                      | I. A třída Olomouckého kraje – sk. B    | 6      | 26 | 9  | 2     | 15 | 34  | 62 | −28 | 29 | 11.    |
| 2015/16                      | I. A třída Olomouckého kraje – sk. B    | 6      | 26 | 6  | 7     | 13 | 36  | 61 | −25 | 25 | 12.    |
| 2016/17                      | I. A třída Olomouckého kraje – sk. B    | 6      | 26 | 9  | 2 / 1 | 14 | 50  | 60 | −10 | 32 | 12.    |
| 2017/18                      | I. A třída Olomouckého kraje – sk. B    | 6      | 26 | 6  | 1 / 1 | 18 | 29  | 66 | −37 | 21 | 13.    |
| 2018/19                      | I. B třída Olomouckého kraje – sk. A    | 7      | 26 | 10 | 6     | 10 | 50  | 58 | −8  | 38 | 8.     |
| 2019/20                      | I. B třída Olomouckého kraje – sk. A    | 7      | 14 | 2  | 1     | 11 | 25  | 46 | −21 | 7  | 14.    |
| 2020/21                      | I. B třída Olomouckého kraje – sk. A    | 7      | 10 | 3  | 2     | 5  | 17  | 23 | −6  | 12 | 13.    |
| 2021/22                      | I. B třída Olomouckého kraje – sk. B    | 7      | 26 | 10 | 4     | 12 | 47  | 57 | −10 | 36 | 9.     |
| 2022/23                      | I. B třída Olomouckého kraje – sk. B    | 7      | 26 | 7  | 9     | 10 | 43  | 51 | −8  | 34 | 9.     |
| 2023/24                      | I. B třída Olomouckého kraje – sk. A    | 7      | 26 | 8  | 9     | 9  | 41  | 43 | −2  | 33 | 8.     |
| 2024/25                      | I. B třída Olomouckého kraje – sk. B    | 7      | 26 | 22 | 1     | 3  | 104 | 25 | +79 | 67 | 1.     |

Poznámky:
- Od ročníku 2016/17 včetně se hraje v Olomouckém kraji tímto způsobem: Pokud zápas skončí nerozhodně, kope se penaltový rozstřel. Jeho vítěz bere 2 body, poražený pak jeden bod. Za výhru po 90 minutách jsou 3 body, za prohru po 90 minutách není žádný bod.
- 2019/20: Sezona nedohrána kvůli pandemii covidu-19.
- 2020/21: Sezona nedohrána kvůli pandemii covidu-19.